# 滑鐵盧鎮區 (印地安納州費耶特縣)
滑鐵盧鎮區（英語：Waterloo Township）是位於美國印地安納州費耶特縣的一個行政鎮區。

## 地方資料
根據2010年美國人口普查的數據，滑鐵盧鎮區的面積為44.40平方千米，當中陸地面積為44.40平方千米，而水域面積為0.00平方千米。當地共有人口607人，而人口密度為每平方千米13.67人。